# Helena (1952)
Helena foi a primeira telenovela baseada no romance homônimo de Machado de Assis. Escrita por Manoel Carlos, foi exibida na TV Paulista em 1952 em 10 capítulos de aproximadamente 45 minutos cada. O primeiro capítulo ocorreu na inauguração da TV, no dia 14 de março de 1952.
Seu elenco teve Jane Batista, Paulo Goulart, Vera Nunes e Hélio Souto.